# Paige Campbell
Paige Campbell (* 27. Juni 1996) ist eine australische Leichtathletin, die sich auf den Hindernislauf spezialisiert hat.

## Sportliche Laufbahn
Erste internationale Erfahrungen sammelte Paige Campbell bei der Sommer-Universiade 2017 in Taipeh, bei der sie in 10:00,15 min den vierten Platz belegte. Bei den Crosslauf-Weltmeisterschaften 2019 in Aarhus belegte sie nach 38:52 min den 29. Platz und siegte anschließend in 9:46,40 min bei den Ozeanienmeisterschaften in Townsville. Daraufhin nahm sie erneut an den Studentenweltspielen in Neapel teil und erreichte dort in 10:03,63 min Rang sieben und schied dann bei den Weltmeisterschaften in Doha mit 9:44,80 min in der Vorrunde aus. 2022 siegte sie bei den Ozeanienmeisterschaften in Mackay in 16:07,56 min im 5000-Meter-Lauf und bei den Crosslauf-Weltmeisterschaften 2024 in Belgrad wurde sie nach 34:19 min 31. im Einzelbewerb.
2019 wurde Campbell australische Meisterin im Hindernislauf.

## Persönliche Bestleistungen
- 3000 Meter: 9:09,48 min, 29. April 2021 in Melbourne
- 5000 Meter: 15:31,50 min, 23. Februar 2019 in Sydney
- 10.000 Meter: 32:39,16 min, 13. Dezember 2018 in Melbourne
- 3000 m Hindernis: 9:44,00 min, 22. Februar 2020 in Sydney